# افلاطون (فیلم)
افلاطون (به هندی: Aflatoon) فیلمی محصول سال ۱۹۹۷ و به کارگردانی گودو دانوآ است. در این فیلم بازیگرانی همچون آکشی کومار، اورمیلا ماتوندکار، انوپم کهیر، فریده جلال، تیکو تالسانیا ایفای نقش کرده‌اند.